# Radialstraße
Radialstraßen sind Stadtstraßen, die von einem bestimmten Punkt, etwa der Stadtmitte oder einem Denkmal, in meist gerader Linienführung sternförmig nach außen verlaufen.
Für diese Form der Straßenplanung waren neben ästhetischen auch häufig politische Gesichtspunkte verantwortlich, etwa um das politische Zentrum eines Gebietes zu kennzeichnen. Ein bekanntes Beispiel ist die Stadt Karlsruhe, bei deren Anlage alle Hauptstraßen auf das Schloss gerichtet waren. Der Sinn solcher Radialstraßen spiegelt sich auch in dem Sprichwort alle Wege führen nach Rom wider.
Beispiele für Radialstraßen um Denkmäler sind die Straßen, die radial von der Berliner Siegessäule weg führen (u. a. die Straße des 17. Juni) oder die Straßen, die vom Arc de Triomphe in Paris ausgehen.